# Masally

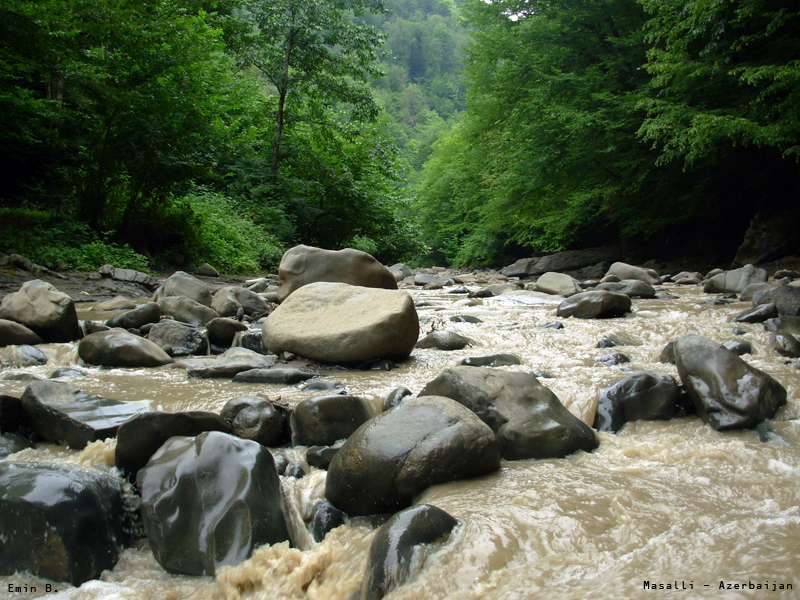
Wilderness in Masalli Rayon

Masally (azeri: Masallı) é um dos cinqüenta e nove rayones nos que subdivide politicamente a República do Azerbaijão. A cidade capital é a cidade de Masallı.
Forma parte da Talish-i Gushtasbi região da Pérsia.

## Território e População
Este rayon é possuidor uma superfície de 721 quilômetros quadrados, os quais são o lugar de uma população composta por umas 184.900 pessoas. Por onde, a densidade populacional se eleva a cifra dos 256,44 habitantes por cada quilômetro quadrado deste rayon.

## Economia
A região se caracteriza ser agrária. Produz chá, verduras, frutas, vinho e algodão. Há várias indústrias lácteas, bodegas e se produzem outros alimentos.

## Transporte
Em referência ao transporte, se pode mencionar a rodovia que vai de Baku a Lankaran, que atravessa ao Rayon de Masally.